# Prescott (Oregón)
Prescott es una ciudad ubicada en el condado de Columbia en el estado estadounidense de Oregón. En el año 2000 tenía una población de 72 habitantes y una densidad poblacional de 463.3 personas por km².

## Geografía
Prescott se encuentra ubicada en las coordenadas 46°2′57″N 122°53′15″O / 46.04917, -122.88750.

## Demografía
Según la Oficina del Censo en 2000 los ingresos medios por hogar en la localidad eran de $40,000, y los ingresos medios por familia eran $41,563. Los hombres tenían unos ingresos medios de $30,357 frente a los $28,750 para las mujeres. La renta per cápita para la localidad era de $13,773. Alrededor del 7.4% de la población estaban por debajo del umbral de pobreza.